# Cristiano Moraes de Oliveira
Cristiano Moraes de Oliveira, meglio conosciuto come Cristiano (Manaus, 28 settembre 1983), è un ex calciatore brasiliano, di ruolo centrocampista.

## Carriera

### Club
Durante la sua carriera ha giocato con varie squadre di club, tra cui il PAOK, dove si è trasferito il 10 dicembre 2009, firmando un contratto da un anno e mezzo. Nella sessione invernale 2011 si trasferisce gratuitamente allo Sporting Lisbona, mentre in quella estiva passa al Beira-Mar.

## Palmarès

### Club

#### Competizioni statali
- Campionato Amazonense: 2

Nacional-AM: 2002, 2003